# Митя Козельский
Митя Козельский (получил известность также как Митя Коляба, Митя Гугнивый, Митя Колебяка, настоящее имя — Дмитрий (Дмитриевич?) Попов, позже получил документы на имя Дмитрия Андреевича Знобишина, под этим именем он фигурирует в полицейском деле 1912 года, а в некоторых источниках и научных работах новейшего времени — как Ознобишин, 1865, Козельск, Калужская губерния, Российская империя — 1929, Соловецкие острова, СССР) — русский юродивый, пользовавшийся расположением и доверием императора Николая II и императрицы Александры Фёдоровны. Страдал эпилепсией, а также серьёзным поражением опорно-двигательной системы, с трудом владел членораздельной речью (поэтому обычно появлялся в сопровождении «переводчика»-толкователя Елпидифора Кананыкина).
После удаления от двора стал ярым противником Григория Распутина. Участвовал 16 [29] декабря 1911 года в неудачной попытке части высшего духовенства добиться его ухода из Санкт-Петербурга и прекращения общения с императорской семьёй. После этого вынужден был скрываться. Был близок к движению чуриковцев.
Образ «народного праведника» получил отражение в мемуарах современников. Среди них французский посол Морис Палеолог, председатель Совета министров Владимир Коковцов, председатель Государственной думы Михаил Родзянко и многие другие. Митя Козельский стал второстепенным персонажем романа Валентина Пикуля «Нечистая сила» и документальной повести Андрея Амальрика «Распутин».

## Биография

### До появления при дворе
Дмитрий Попов родился в 1865 году в городе Козельске Калужской губернии. Бывший иеромонах Илиодор, близко знавший его, писал о принадлежности Попова к мещанскому сословию. Он утверждал, что к 1900 году Дмитрий Попов был немым и полным калекой. Доктор философских наук Андрей Григоренко характеризовал его в это время как «глухого и немого, полуслепого, кривоногого человека с кривым позвоночником и с двумя обрубками вместо рук». По словам Григоренко, «его мозг, атрофированный, как и члены его тела, вмещал лишь небольшое число рудиментарных идей, которые он выражал гортанными звуками, заиканием, ворчанием, мычанием, визжанием и беспорядочной жестикуляцией своих обрубков».

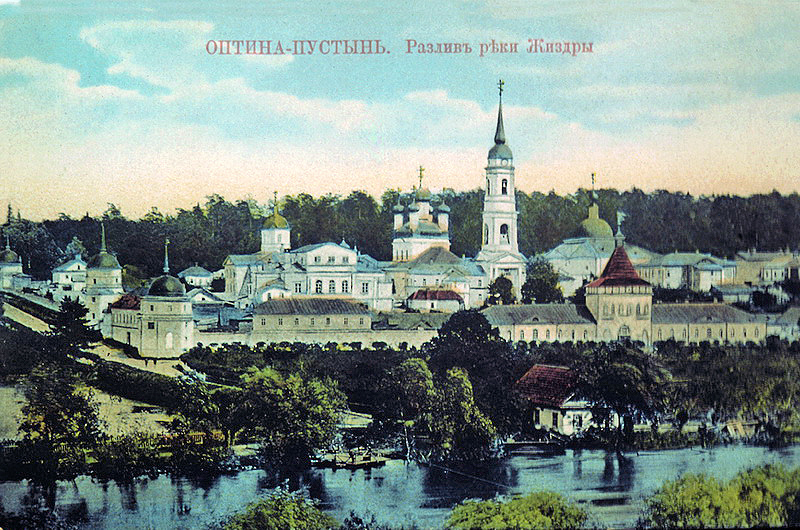
Оптина Пустынь на цветной открытке 1909 года

Несколько лет Дмитрий Попов жил в Оптиной Пустыни, близ Козельска. В 1900 году, по убеждению современников, в результате «удара грома» он стал ходить и обрёл членораздельную речь. Правда, серьёзные трудности со здоровьем у него остались. Рассказывая о событиях 1911 года, Илиодор писал: Митя «притоптывал хромою ногою и отчаянно жестикулировал здоровою рукою». Чудом воспринималось в 1900 году, что «тогда же появился в правой руке [его] крест». Считалось, что Митя Козельский обрёл с этого времени способность изгонять бесов, а слова его стали восприниматься как пророчество. Илиодор добавлял, что совершаемые им чудеса осуществлялись при посредстве того самого креста. Морис Палеолог упоминал, что приступы пророческого экстаза выглядели со стороны как чередование «волнения с промежутками оцепенения».

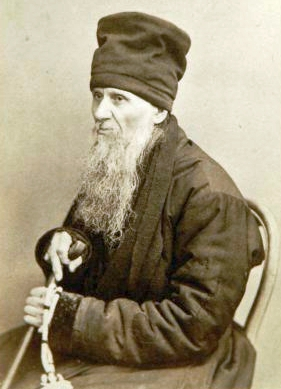
Амвросий Оптинский в 1870-е годы

По утверждению депутата I Государственной Думы Российской империи от Калужской губернии Виктора Обнинского, после смерти Амвросия Оптинского в 1891 году положение Оптиной Пустыни пошатнулось. Монахам нужен был новый объект почитания. Митя Козельский, по мнению политика, рассматривался ими как преемник Амвросия. Паломники, посещавшие Пустынь, разносили по всей России «славу нового блаженного». Неразборчивость речи Мити и туманные истолкования его слов позволяли вкладывать в них «тем более смысла и значения, чем они были бессмысленней». Кандидат исторических наук Илья Соловьёв считал Митю Козельского протеже самого Амвросия, привечавшего калек. Доктор исторических наук, профессор Вадим Телицын писал, что именно монахи Оптиной Пустыни «открыли его чудесные способности». С ним согласен кандидат исторических наук Владимир Новиков. Он утверждал, что «в момент очередного приступа эпилепсии один из монахов Оптиной пустыни пришел к выводу, что Митя Колебяка имеет пророческий дар». После этого монахи начали демонстрировать Митю церковному начальству, а оно уже, по мнению Новикова, стало использовать «пророка» в своих интересах.
Из Оптиной Пустыни Митя Козельский отправился в странствие по Российской империи. Мемуарист и журналист, комиссар Временного правительства Александр Вознесенский утверждал, что его спутником в странствиях нередко был Григорий Распутин. В 1901 году Митя прибыл в Кронштадт, где был представлен широко известному к тому времени Иоанну Кронштадтскому.
Митя сначала наладил дружеские отношения с Иоанном Кронштадтским, но затем между ними вспыхнула ссора. Причиной её стало то, что Иоанн Кронштадтский не передал царю информацию о даре пророчества Мити. Позже, когда тот «вошёл в силу» при императорском дворе, то потребовал, чтобы Иоанн Кронштадтский явился к государю для объяснений. Император спросил Иоанна в присутствии юродивого: «Почему вы не сказали мне, в своё время, что в Кронштадт явился прозорливый Митя и просил вас довести об этом до моего сведения?». Иоанн Кронштадтский не смог дать ответ и был напуган. Митя Козельский, по словам Илиодора, первым стал разоблачать Иоанна Кронштадтского и рассказывал, что «его между Ораниенбаумом и Кронштадтом поймали какие-то люди, били за нехорошие отношения к женщинам; Ивана привезли домой без чувств; две простыни на кровь потребовалось».

### Митя Козельский в кругу императорской семьи

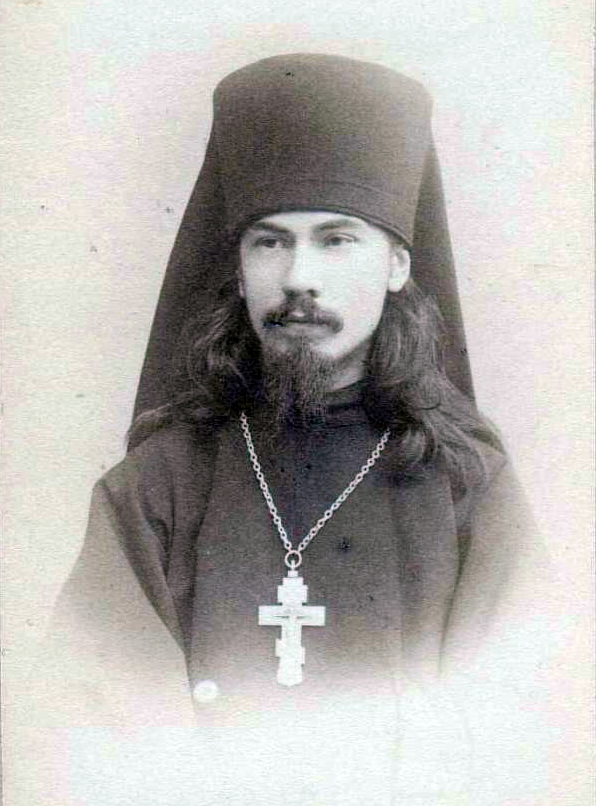
Архимандрит Феофан (Быстров), представивший Митю двору, между 1898 и 1901

По утверждению иеромонаха Илиодора, Иоанн Кронштадтский помог Мите Козельскому добиться приёма в Санкт-Петербургской духовной академии у кандидата богословия архимандрита Феофана, исполнявшего должность инспектора Академии (Илиодор отмечал, что он лично представлял Митю Феофану и относил это событие к 1902 году). Феофан, в свою очередь познакомил его с великой княгиней Милицей Николаевной, супругой великого князя Петра Николаевича, а затем и с императором Николаем II. Доктор историко-филологических наук, академик Российской академии наук Михаил Богословский воспринимал Митю Козельского как выдвиженца епископа Саратовского и Царицынского Гермогена и противопоставлял его ставленнику архимандрита Феофана Распутину.

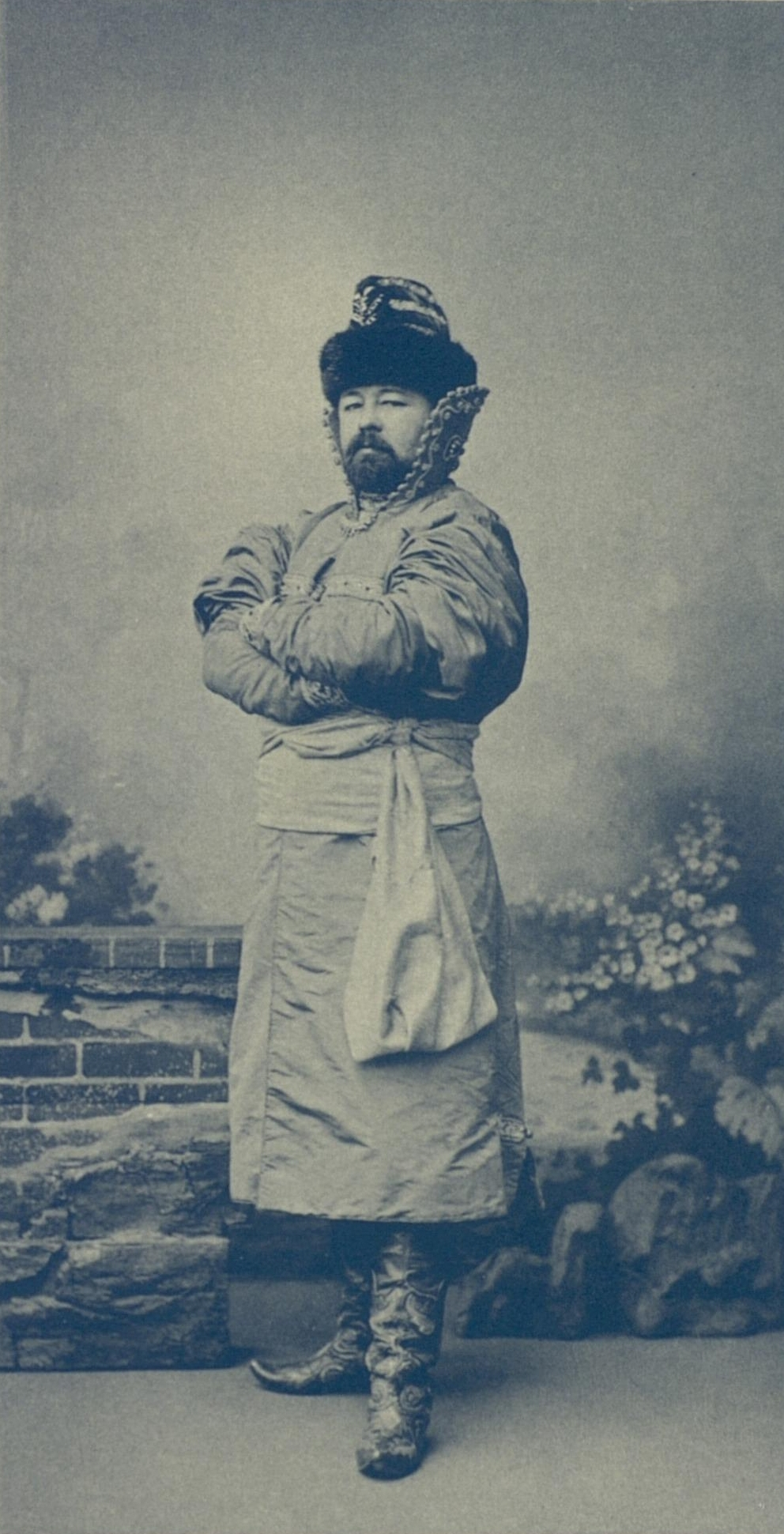
Алексей Оболенский. Бал-маскарад 1903 года

Другую версию появления Мити Козельского при дворе изложил Виктор Обнинский. По его утверждению, внимание государя к нему привлекли козельский помещик флигель-адъютант князь Николай Оболенский, великий князь Константин, живший несколько лет на даче рядом с Оптиной Пустынью, а также брат Николая Оболенского Алексей, короткое время занимавший должность обер-прокурора Святейшего синода. Вадим Телицын добавлял, что Митя исцелил княгиню Абамелек-Лазареву от бесплодия, что и привлекло к нему внимание Оболенского. Сначала юродивый был принят в салоне графини Игнатьевой, а уже после этого несколько членов салона «приняли решение доставить „святого“ безумца к царскому двору», чтобы помочь императрице в рождении наследника. Доктор философии по истории Дуглас Смит писал, что на Митю Козельского «обратил внимание высокопоставленный чиновник, который и привёз его ко двору из Оптиной пустыни».
Обычно Митя Козельский приезжал в светское общество со стариком-«переводчиком», который расшифровывал присутствующим, что имел в виду юродивый, продолжавший страдать косноязычием. Некоторые источники указывают, что этим человеком был земляк Мити, мещанин, бывший торговец Елпидифор Кананыкин. Журналист и мемуарист Лев Клячко с иронией называл его антрепренёром Мити. Кананыкин рассказывал, что, «познав суету жизни, он решил посвятить себя блаженному, вследствие чего… на него снизошло божье благоволение, почему он разумеет Митьку и понимает сокровенный смысл его слов». Елпидифор Кананыкин ходил в поддёвке и начищенных сапогах. У него была иконописная борода и хитрые глаза. Часто Елпидифор выпрашивал «щедрые даяния» для строительства в Оптиной Пустыни храма в честь блаженного. Когда Дмитрий Трепов был назначен дворцовым комендантом, то, по утверждению Льва Клячко, он поселил Митю и Елпидифора в своих апартаментах и лично водил их на встречи с государем.
О самой первой встрече Мити и императора Виктор Обнинский рассказывал, что накануне юродивого и его переводчика вымыли и прилично одели. Митя замычал, увидев императора. Елпидифор истолковал это как желание увидеть детей. После появления дочек «юродивый дико завопил и проявил даже некоторое возбуждение», что Елпифидор истолковал как желание выпить чаю. Митю «подержали некоторое время во дворце и отправили на родину». Спустя время его снова «выписали для каких-то действий». По утверждению Обнинского, это был последний визит юродивого ко двору. Эту версию пересказали в своей книге «Закрытые страницы истории» кандидат исторических наук Александр Горбовский и писатель Юлиан Семёнов. Также именно эту версию изложили в книге «Костёр для „святого чёрта“: историко-литературное исследование» доктор философских наук и кандидат педагогических наук Вячеслав Возчиков, кандидат исторических наук, ректор Бийского государственного педагогического университета Константин Колтаков и писатель и краевед Юрий Козлов.
Лев Клячко по-иному описывал посещения юродивым царской семьи: Елпидифор Кананыкин, «предчувствуя приближение припадка, водил его в царские покои. Здесь Митька катался по полу, изрыгая обильную слюну и нечленораздельные звуки. Царь и царица с напряжением наблюдали за припадками и выслушивали Кананыкина, переводившего на общепонятный язык прорицания юродивого». Вадим Телицын писал о большом числе визитов Мити в Царское Село и ужасных головных болях императрицы от криков юродивого. При этом, Кананыкин отказывался толковать слова Мити в отношении рождения наследника престола, давая уклончивые комментарии к ним. По мнению историка, юродивому так и не удалось добиться такого влияния при дворе, которое было у других «предсказателей» и «чудотворцев».
О той роли, которую Митя Козельский играл в это время при дворе, бывший иеромонах Илиодор в своей книге «Святой чёрт. Записки о Распутине», опубликованной в 1917 году, писал: «Блаженненький давал царям советы, предупреждал о революции, о восстании в войсках и вообще, пробираясь чёрным ходом, помахивая своею отсохшею рукой, прихрамывая немного на левую или правую ногу и нося запросто в карманах то чернику, то землянику для царских детей, пророчествовал». Морис Палеолог, подчёркивая влияние Мити в это время, утверждал: «Во время несчастной японской войны Митя Коляба, казалось, призван был сыграть крупную роль. Но неловкие друзья впутали его в эпическую ссору Распутина с епископом Гермогеном». Кандидат исторических наук Вольдемар Балязин утверждал, что использование в интимном кругу самих Романовых и близких им людей слов «папа» и «мама» в отношении императора и императрицы связано именно с Митей Козельским, так как он отчётливо мог произносить только эти два слова.

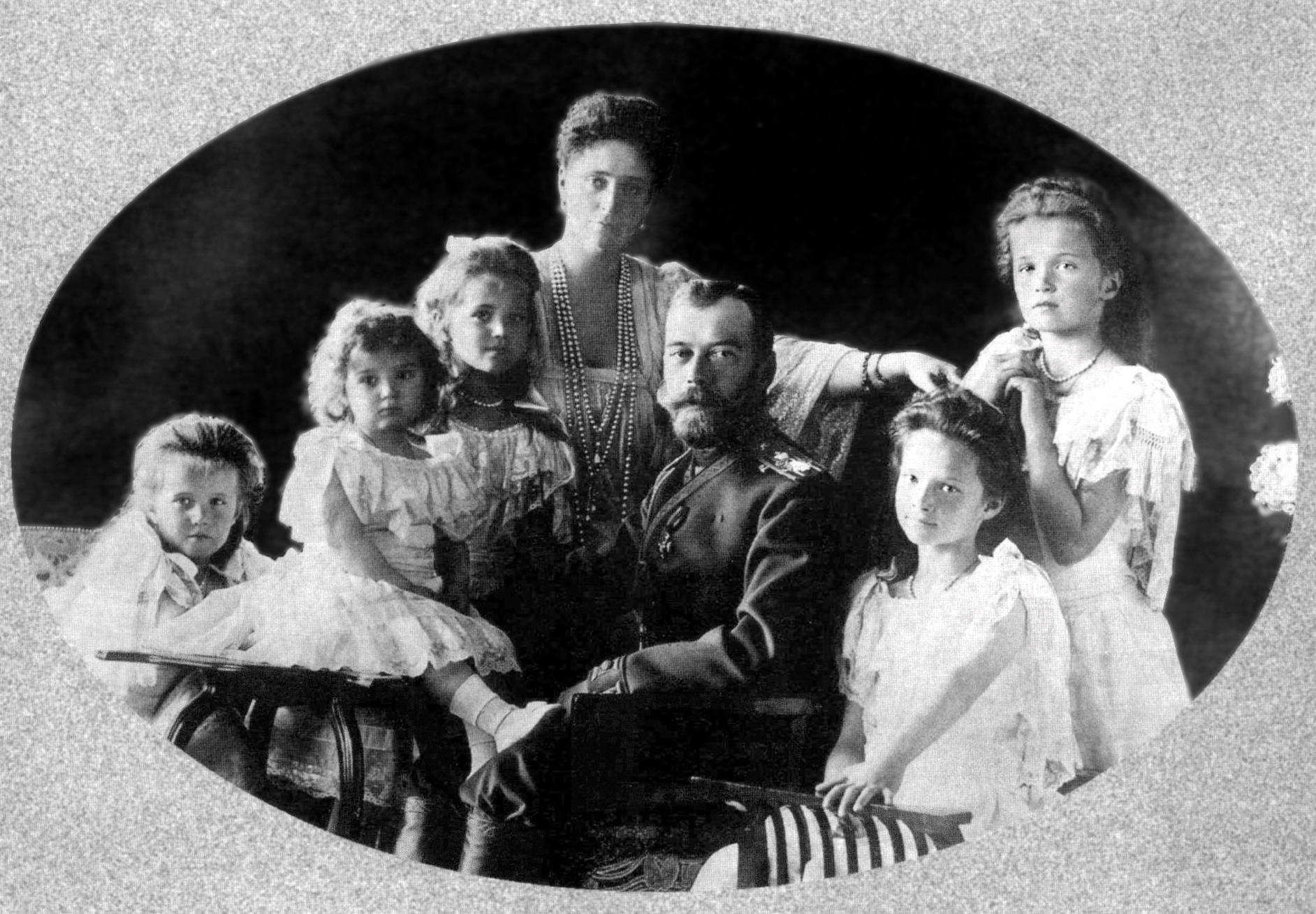
Императорская семья в 1906 году

В дневнике Николая II за 14 [27] января 1906 года есть запись: «В 4 часа к нам пришёл человек Божий Дмитрий из Козельска около Оптиной пустыни. Он принёс образ, написанный согласно видению, которое он недавно имел. Разговаривали с ним около полтора часа». В диссертации на соискание учёной степени кандидата искусствоведения Ксения Александрова утверждала, что речь идёт о той самой иконе, которая упоминается в одном из описаний Портретного зала Николая II. На иконе император и его супруга стоят, «окружённые ангелами, а внизу воинство небесное поражает демонов огненными мечами».
По мнению доктора исторических наук Александра Боханова, человек XXI века должен отвлечься от современных представлений и увидеть в общении императора с невежественным юродивым «душевную радость, тот праздник, который давало верующему прикосновение к Божественному свету». Доктор исторических наук Сергей Бычков видел объяснение данного феномена в особенностях личности Александры Фёдоровны и ссылался на слова её современника: «Она приняла православную веру со всей своей непосредственностью и со всей глубиной, свойственной её природе, и стала „православной“ в самом законченном и абсолютном смысле слова. Её новое религиозное настроение влекло её ко всему, что имело прямое или косвенное отношение к Церкви».
Дуглас Смит писал, что император «был очарован» Митей, а кандидат исторических наук Андрей Терещук называет его «мистическим другом» императорской семьи. Терещук отмечал существование в общественном сознании начала XX века сразу нескольких типов неоднозначной религиозности: старцы (монахи, отмеченные благодатью, способные предостеречь потенциальных грешников от греховных помыслов), «божьи люди» (миряне-аскеты, играющие роль посредников между Богом и людьми в качестве пророков), юродивые (по доброй воле отказываются от материальных благ и не соблюдают общепризнанные правила поведения, обычно вращаются среди подонков общества, пытаясь их исправить), странники (для них характерна физическая и ментальная неустроенность, связанная с пониманием несовершенства мира, которая отличает их от паломников — туристов, путешествующих по святым местам)… При этом, чётких границ между ними не существовало.
При публикации архива тибетского врача Петра Бадмаева в его бумагах было обнаружено и напечатано «Письмо юродивого „Мити“ Козельского Николаю II». В тексте письма юродивый несколько раз использует обращение к императору «Папаша». Развивается мысль, что Русская православная церковь является опорой самодержавия, а монастыри — оплотом самой церкви, Богоматерь называется настоятельницей святых обителей. В пример приводится передача самой Богоматерью чудотворного образа в 1073 году для строящегося Успенского собора в Киеве, подчёркивается, что с 1667 года эта икона находится в Успенском соборе в Москве. Юродивый пишет государю, что в Оптиной Пустыни открыто хищение на 200 000 рублей. С сообщением о хищении уже отбыл для доклада в Синоде преосвященный Серафим, но Митя опасается, что делу не будет дан ход, и просит Николая лично проконтролировать его рассмотрение.
По утверждению Илиодора, придворные предпочитали Митю Распутину. Среди близких друзей блаженного в окружении государя оказались: начальник царскосельского Дворцового управления Михаил Путятин, руководитель Военно-походной канцелярии императора князь Владимир Орлов, дворцовый комендант Владимир Дедюлин, которые впоследствии регулярно сообщали ему информацию о Григории Распутине. Одним из почитателей Мити Козельского в это время был студент Санкт-Петербургской духовной академии Иван Федченков, впоследствии активный деятель Белого движения и Русской православной церкви в СССР. В своей кандидатской диссертации Илья Соловьёв утверждал, что «придворная камарилья» активно использовала Митю для получения чинов и наград

### Борьба против Распутина
Дуглас Смит на основе использованных им полицейских архивов за январь 1912 года писал, что Распутин и Митя Козельский несколько лет были близкими друзьями, но затем между ними вспыхнула ссора. Распутину не понравилось, что юродивый обнимал и целовал женщину из его окружения. Он обвинил Митю в «распутстве», на что тот возразил, что подражает в «умерщвлении плоти» самому Распутину. Именно после этой ссоры Митя начал борьбу против Распутина, называя его «мошенником», однако главным мотивом ненависти Смит считал желание занять место Распутина в императорском окружении. В свою очередь Распутин стал добиваться высылки Мити из Санкт-Петербурга. Протопресвитер Русской армии и флота Георгий Шавельский в своих воспоминаниях утверждал, что епископы Феофан и Гермоген провели в царскую семью Митю Козельского, чтобы нейтрализовать влияние на неё Григория Распутина. Но он «скоро провалился», так как написал «на бланке епископа Гермогена какое-то бестактное письмо Государю, обидевшее последнего». После этого Митю, со слов Шавельского, больше во дворец не приглашали. Воспоминания князя Николая Жевахова и следующие им некоторые современные историки утверждают, что причиной послужил брак с юной выпускницей Смольного института благородных девиц, в который вступил пожилой юродивый. Андрей Терещук считал причинами «отставки» юродивого его женитьбу и неубедительность его предсказаний.
Значительное число источников и исследователей считает, что Митя Козельский лишился устойчивого положения при императорском дворе после того, как большое влияние набрал Григорий Распутин. По словам Илиодора, «Митю уволили в „отставку“ и даже без пенсии». Он через своих друзей при дворе начал следить за деятельностью Распутина. Дуглас Смит, описывая тяжёлое психологическое состояние Мити, отмечал, что его часто видели зимой на улицах Санкт-Петербурга босиком и в чёрной рясе. Его волосы были длинными и спутанными.
В 1910 году Митя проживал в Козельске и считался злейшим врагом Григория Распутина. Он создал «бюро для записи лиц женского пола, так или иначе пострадавших от „старческой“ деятельности Распутина». Здесь, в частности, нашла на несколько месяцев приют «Леночка Т.» (Елена Тимофеева), окончившая Исидоровское епархиальное духовное училище, но попавшая на некоторое время под влияние Распутина, после ухода от которого она боялась мести «старца». Кандидат исторических наук Даниил Коцюбинский и доктор медицинских наук, профессор Александр Коцюбинский писали даже о группировке вокруг оттеснённого Распутиным от двора Мити Козельского всех противников старца.

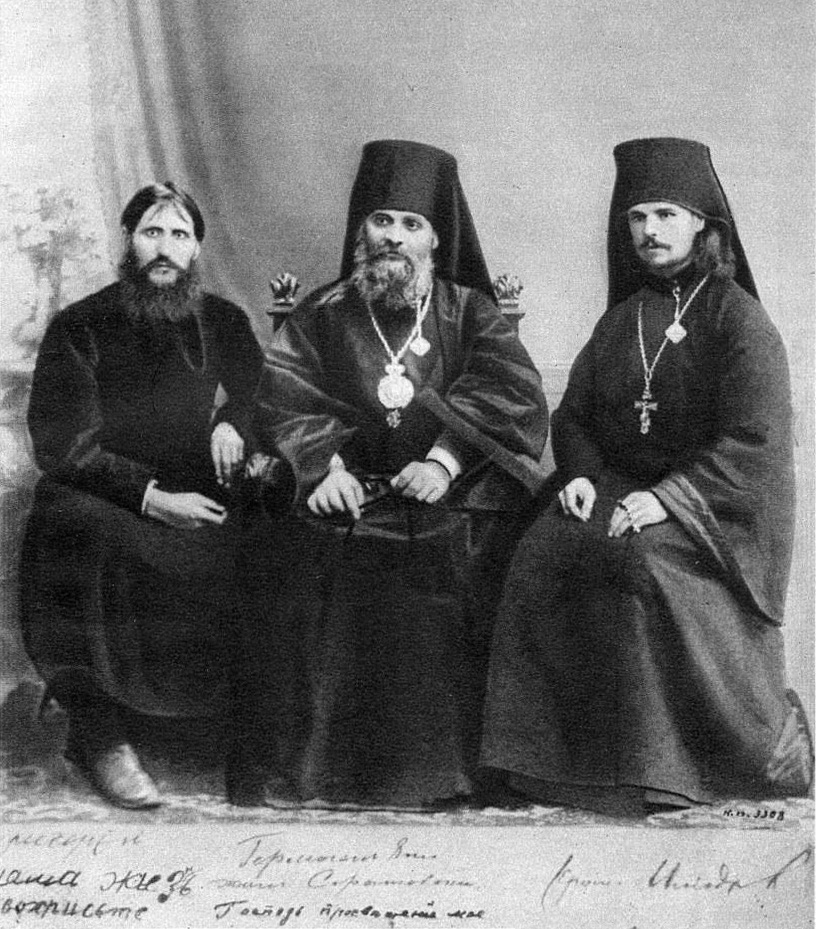
Григорий Распутин, епископ Гермоген и иеромонах Илиодор, 1908

В декабре 1911 года Распутин был приглашён к прибывшему на заседание Синода в Санкт-Петербург епископу Саратовскому и Царицынскому Гермогену. Гермоген потребовал от него навсегда оставить столицу и отказаться от общения с императорской семьёй. Илиодор рассказывал, что во время многодневного (заочного) обличения «старца» (11—16 декабря 1911 года), которое предшествовало приглашению, Митя в покоях епископа на Ярославском подворье «несколько дней и бесконечное число раз» кричал: «Вот вешайте меня, сейчас вешайте, а я говорю правду!…». Кандидат исторических наук Георгий Платонов считал, что Митя Козельский и писатель Иван Родионов рассказали Гермогену о «хлыстовских наклонностях „старца“».
16 [29] декабря 1911 года на личной встрече с Распутиным присутствовали Илиодор, в своих воспоминаниях приводивший информацию о ней, Митя Козельский, сам Гермоген и писатель Иван Родионов. Кандидат исторических наук Даниил Коцюбинский и доктор медицинских наук, профессор Александр Коцюбинский писали о присутствии также кандидата богословия Стефана Твердынского, священников Сергея Ледовского и Михаила Сошественского и купца Чернышёва.
Гермоген первоначально отмалчивался. Илиодор писал, что обличения Мити были одновременно страшными и смешными: «А-а-а! Ты безбожник, ты много мамок обидел! Ты много нянек обидел! Ты с царицею живёшь! Подлец — ты!», «Ты — безбожник! Ты с царицею живёшь! Ты — антихрист!». Митя хватал «старца» за рукав, тащил к иконе, кричал всё громче и неистовее. Распутин был явно напуган поведением юродивого. Другой очевидец этой сцены Иван Родионов в устном рассказе (его воспроизвёл в своей книге «Крушение империи» Председатель Государственной думы III и IV созывов Михаил Родзянко) о событиях в комнатах Гермогена не описывал этих подробностей и упоминал Митю Козельского только один раз: «Распутин, обладавший большой физической силой, вырвался и бросился наутёк. Его, однако, нагнали Илиодор, келейник и странник Митя и порядочно помяли». По-другому рассказывал об этом событии Председатель Совета министров Российской империи в 1911—1914 годах Владимир Коковцов. Он утверждал, что, когда Гермоген и Илиодор стали обличать Распутина, то он начал «горячиться и браниться». Брань перешла в драку из-за горячности Илиодора и могла закончиться «удушением Распутина», «если бы за него не вступился присутствовавший при сцене юродивый Митя Козельский».
Георгий Шавельский писал в воспоминаниях, что на Распутина, пытавшегося убежать во время встречи с Гермогеном, набросились «Илиодор, Митя и ещё кто-то и, повалив, пытались оскопить его. Операция не удалась, так как Гришка вырвался». Александр Вознесенский также утверждал, что Митя «пытался вместе с безумным Гермогеном кастрировать Распутина». Эту версию избрали в своей книге о Распутине Александр и Даниил Коцюбинские, дополнив её некоторыми деталями из не названного источника: «Митя Козельский набросился на Распутина с обвинениями и потащил его к иконе, где, ухватив за половой член, попытался, по некоторым данным, „ножницами отрезать пенис у Распутина“. Не преуспев, однако, в дерзком оперативном начинании, Митя стал яростно плевать Григорию в лицо». Распутина начали душить, но Митя действовал настолько неуклюже, что фаворит императора сумел вырваться, обругал Гермогена и выбежал на улицу, где жаловался прохожим, что его пытались оскопить. Британский историк и журналист, выпускник колледжа Корпус-Кристи в Кембриджском университете Брайан Мойнехен приписал инициативу оскопления именно Мите Козельскому, который был, по его мнению, готов даже на убийство Распутина

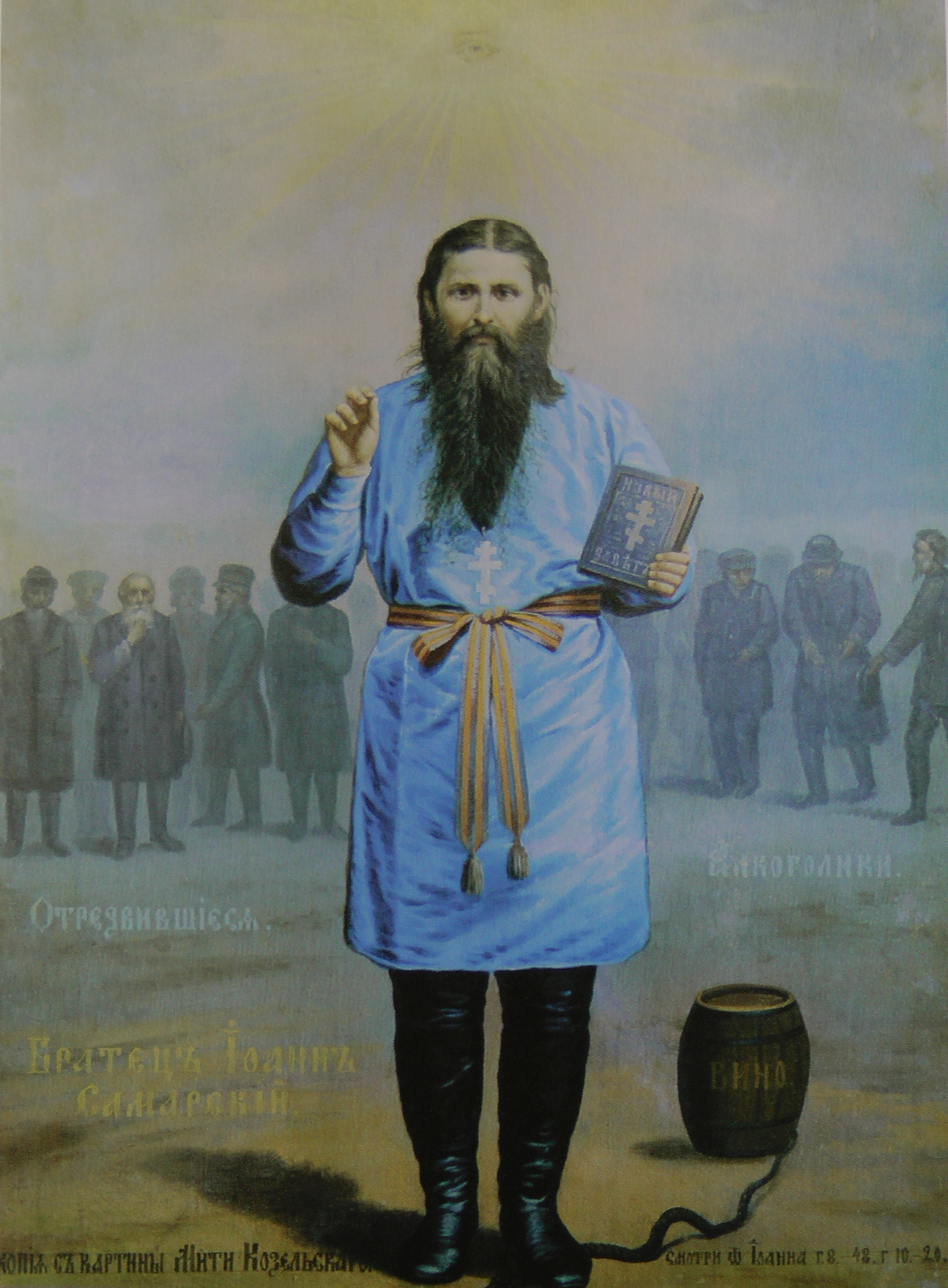
Митя Козельский. Иоанн Самарский (Чуриков). Копия картины, созданной Митей Козельским и подаренной Чурикову, которая распространялась последователями трезвого образа жизни с 15 января 1914 года

Митя Козельский после выхода постановления об увольнении Гермогена, потерпевшего поражение в борьбе против Распутина, от управления епархией и направлении в Жировичский монастырь, по словам Илиодора, который ссылался на свидетельство Петра Бадмаева, пытался не допустить отъезда Гермогена: ложился под колёса автомобиля и что-то диким голосом выкрикивал. По свидетельству другого современника — Владимира Коковцова, Гермоген приехал с Митей Козельским на Варшавский вокзал. Заметив жандармского генерала Соловьёва, епископ хотел вернуться, но Митя стал дёргать его за рукав, крича: «Царя нужно слушаться, воле его повиноваться». Это заставило Гермогена сесть в поезд. Пётр Бадмаев в письме дворцовому коменданту Дедюлину писал, что Митя Козельский произнёс близкие к этим слова не на вокзале, а при личной встрече. Бадмаев утверждал, что сам просил его уговорить епископа подчиниться властям и ради этого юродивый приехал к Гермогену, хотя был «совсем больной».
Коковцов утверждал, что за неделю до этого вышло распоряжение «выслать по этапу» самого Митю. Градоначальник Санкт-Петербурга Даниил Драчевский заверил министра внутренних дел Александра Макарова, что Митя уже скрылся из города. На самом деле, по предположению Владимира Коковцова, Митя прятался на подворьи Гермогена и именно поэтому приехал на вокзал месте с ним.

### Митя Козельский в январе 1912 — январе 1917 годов
Александр Вознесенский считал, что Распутин долго не мог избавиться от страха перед Митей. По его словам, Илиодор в одном из своих писем (от 25 января 1912 года) сообщал, что Распутин некоторое время твердил: «Митю нужно прибрать…». Он добился, чтобы Митю вновь отправили в Козельск. В свою очередь Митя Козельский, опасаясь мести со стороны «старца», понимал, что вынужден на время «исчезнуть». Морис Палеолог писал про него 30 мая 1915 года: «В настоящее время он живёт среди небольшой тайной секты и ждёт своего часа».
Сотрудник Государственного музея политической истории Ксения Чекоданова разместила в своей статье репродукцию копии с картины, написанной Митей Козельским не позднее 1914 года. Картина запечатлела основателя российского социально-религиозного движения, получившего известность как чуриковцы, в образе «Братца Иоанна Самарского». Он наступил на «зелёного змия», который ползёт от бочки с надписью «Вино». По одну сторону от Братца изображены и надписаны «Алкоголики», по другую — «Отрезвившиеся» в результате проповеди Иоанна Самарского. Данное произведение искусства входит в коллекцию Государственного музея истории религии в Санкт-Петербурге. Предполагается, что оригинальным названием картины было «Попрание зелёного змия», а подарена она была Чурикову в день его именин 15 [28] января 1914 года
Доктор исторических наук Сергей Фирсов, специалист по проблеме взаимоотношений Русской православной церкви и государственной власти в XX веке, в книге «Николай II: Пленник самодержавия» утверждал, что после убийства Распутина в декабре 1916 года в светском обществе Петрограда вновь заговорили о Мите Козельском и Васе-босоножке. Историк комментировал это явление: «„Свято место“ не пустовало». Доктор исторических наук Николай Яковлев также считал, что в эпоху максимального влияния Григория Распутина роль других «мистических друзей» императорской семьи резко снизилась. Ситуация радикально изменилась после убийства Распутина в декабре 1916 года. «Косноязычный старец Коляба („Митя из Козельска“), оттеснённый было Распутиным, спешно выписывается из Калужской rубернии», — писал Яковлев.
Александр Вознесенский в книге «Москва в 1917 году» писал, что после свержения самодержавия Митя Козельский был задержан на Брянском вокзале среди сомнительных личностей, когда направлялся из Петрограда в Козельск. Допрос в Хамовническом комиссариате вёлся в присутствии некоего мещанина из Козельска, который выступал толкователем издаваемых юродивым звуков. При Мите был найден паспорт на имя личного почетного гражданина Дмитрия Знобишина и билет на право проезда по всем российским железным дорогам в вагонах третьего класса. Следователей интересовали обстоятельства убийства Распутина. Мите был задан вопрос, знал ли он заранее о готовившемся убийстве. Выяснилось, что дядя Мити служил поваром у князя Феликса Юсупова, и следователям показалось странным, что в день убийства Распутина юродивый оказался в дворце Юсуповых на Мойке, где оно было совершено. По словам Мити, в доме «пили чай, было много гостей, играла музыка». Распутину позвонил по телефону великий князь Дмитрий Павлович, но Распутин отказался приехать, тогда за ним поехал на двух автомобилях Юсупов. Когда автомобили вернулись с Распутиным, то свет в них был потушен. В доме раздались выстрелы, Митя Козельский и некие не названные им люди вбежали в комнату, где лежало тело Распутина. Тело связали, два человека из присутствовавших отнесли его в автомобиль и увезли. Великий князь Дмитрий Павлович похлопал Митю по плечу и сказал: «Иди к себе, Митя!». Когда наступило время ранней обедни, Митя ушёл на молитву. Факт присутствия Мити Козельского во дворце Юсупова в ночь убийства констатировала и газета «Русская воля» за 10 марта 1917 года.

### После Февральской революции 1917 года

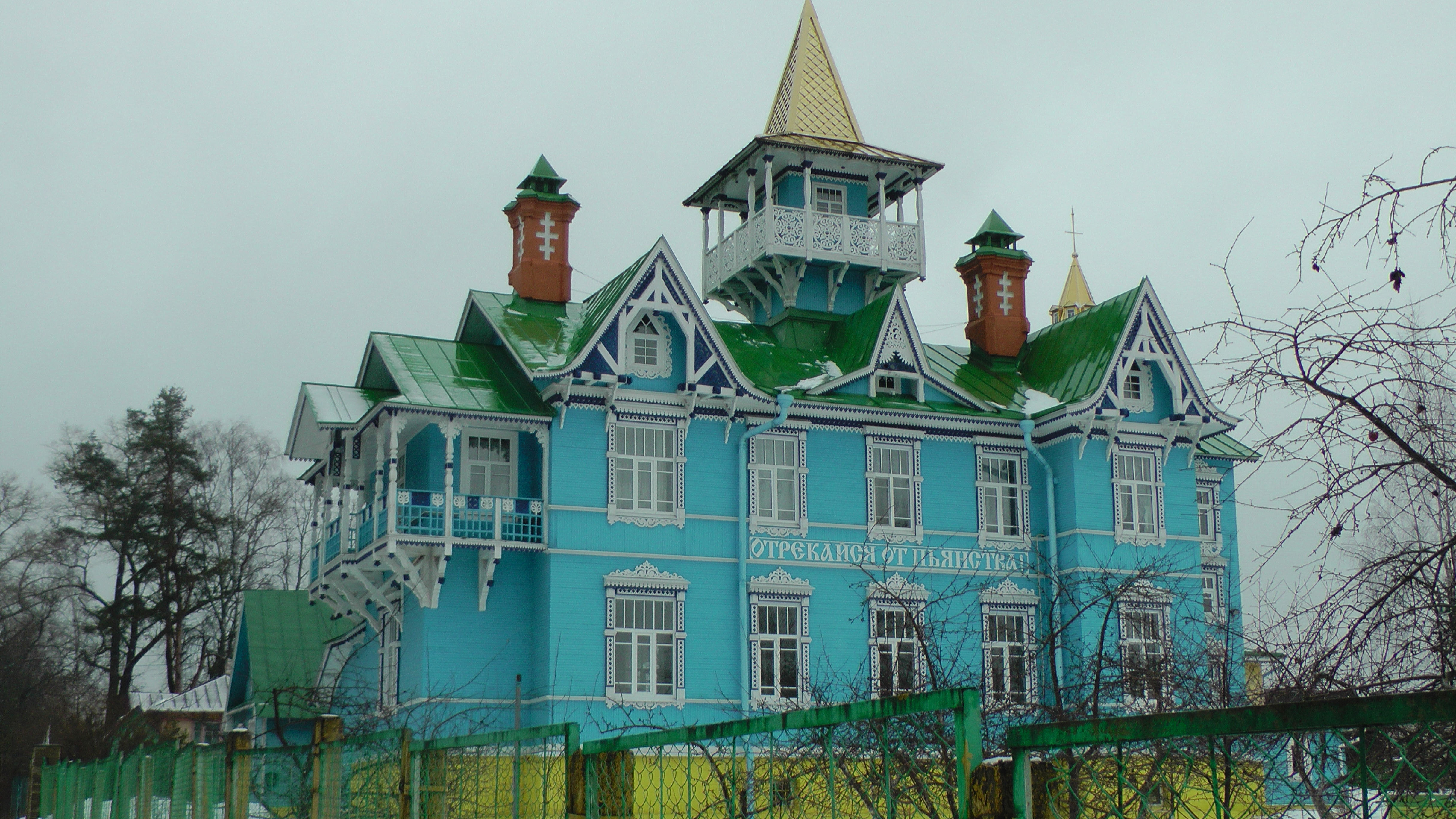
Дом общины трезвенников на Павловском проспекте в Вырице, у которого последний раз свидетелем задокументировано присутствие Мити Козельского

После Февральской революции Митя Козельский был задержан. Он был подвергнут допросу. В сборнике документов, связанных с деятельностью основателя движения народных трезвенников Ивана Чурикова, опубликованы воспоминания Екатерины Ермоловой, которая в 1927 году встретила Митю Козельского на Павловском проспекте в Вырице под Ленинградом рядом с домом общины Чурикова. Девушка подошла к нему, поздоровалась и поцеловала юродивого, но он закричал: «Надо машинку купить, надо машинку купить». Такой же совет — купить себе швейную машинку, Ермолова получила и от Чурикова. Швейная машинка пригодилась Ермоловой в годы гитлеровской оккупации, когда стала единственной возможностью организации надомной работы, поэтому она рассматривала слова Мити и Чурикова как пророчество.
В 1929 году Митя Козельский, по сообщению значительного числа историков, был отправлен на Соловецкие острова и там расстрелян. Доктор исторических наук, начальник отдела Российского государственного архива социально-политической истории — Центра документальных публикаций Александр Репников в примечаниях к изданию «Дневника Л. А. Тихомирова» был осторожен в описании судьбы Мити Козельского в советское время. Он писал дословно: «[Митя Козельский], по одной из версий, был арестован. Дальнейшая судьба неизвестна. По одной из версий, „послан в Соловецкий лагерь, где был расстрелян“».
Судьба Елпидифора Кананыкина неизвестна.

## Личная жизнь
О личной жизни юродивого из всех источников сообщают только воспоминания князя Николая Жевахова. Он утверждал, что «в порыве религиозного экстаза, одна из воспитанниц Смольного института предложила ему свою руку и сердце, какие „Митя“, к ужасу своих почитателей, и принял». По свидетельству Жевахова, женившись на воспитаннице Смольного института, Митя Козельский «расписался» в подлинных своих мотивах появления в светском обществе «и похоронил свою славу». Именно после этого события, по мнению мемуариста, его признали «обманщиком и мистификатором», и он потерял влияние при дворе. Супругу юродивого упоминает в связи с её заболеванием («катар кишок») тибетский врач Пётр Бадмаев.

## Современники о Мите Козельском

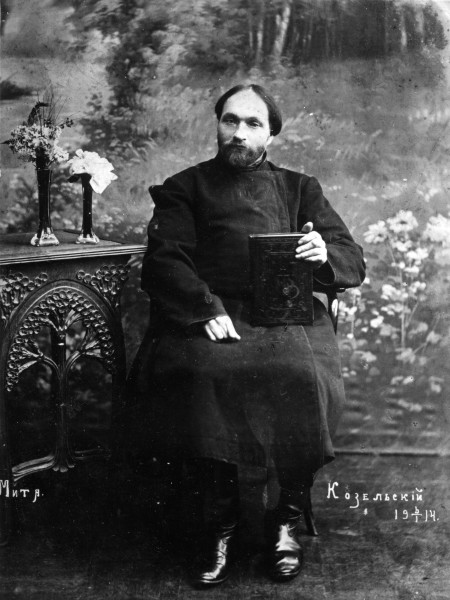
Неизвестный российский фотограф начала XX века. Митя Козельский, 1914

Приближённые императора характеризовали Митю Козельского как «слабоумного», «блаженного», «юродивого», но они же отмечали его сходство с персонажем пушкинского «Бориса Годунова». Начальник департамента полиции Степан Белецкий в своих воспоминаниях и в показаниях Следственной комиссии Временного правительства писал, что Распутин побаивался Мити Козельского и «ревниво оберегал своё влияние на высокие сферы» от целого ряда чудотворцев, в число которых входил Митя. Илиодор утверждал, что Митя Козельский заслуживает не меньшего внимания, чем Распутин.
Александр Вознесенский свидетельствовал, что о Николае II Митя после Февральской революции отзывался с восторгом и «целовал свои руки от умиления». Напротив об Александре Фёдоровне говорил: «Во всём мамка виновата! Папка молился, а мамка виновата, казнить меня за Гришку хотела, а Гришка — чорт! Чорт, чорт!», и одновременно изображал двумя пальцами рога над своей головой. Сам Вознесенский считал, что Митя был бескорыстен: «Ему, в сущности, ничего не надо было: бродить по монастырям, бездельничая — вот призвание Мити. Он и бродил всю жизнь. Скитания привели Митю ко двору, и он занял место, которое ранее него занимал Вася-босоножка, а после него занял Григорий Распутин». Февральская революция, по словам Вознесенского, «смела всех врагов Мити, но смела она и всех его покровителей, а Митю бросила в толпу бездомных бродяг». Он признавался, что дальнейшая судьба Мити ему неизвестна.
Подробное описание Мити Козельского оставил исполняющий должность товарища обер-прокурора Святейшего синода князь Николай Жевахов в своих мемуарах. Он писал о неграмотности Мити и о том, что он был лишён дара речи, издавая «только нечленораздельные звуки». «Народная молва», однако, «видела в нём святого, и этого факта было достаточно для того, чтобы пред ним раскрылись двери самых фешенебельных салонов». В нечленораздельных звуках, которые он издавал, в его мимике и жестикуляции окружающие пытались угадать волю Господа. Объяснение феномена Мити Козельского Жевахов искал в разочаровании общества в теориях христианского социализма и в попытках «найти ответы на свои сомнения и духовные запросы в иной плоскости» — в «„народной“ вере, не знающей никаких религиозных проблем, не сталкивающейся ни с какими противоречиями, не связанной ни с какою наукою». Представители «народной» веры до этого были известны среди городской бедноты и торговцев столичных рынков, теперь же они оказались приняты в великосветских салонах и гостиных представителей императорской династии. По мнению Жевахова, наиболее ярким представителем такой народной веры и оказался юродивый Митя. Жевахов делал вывод:

Петербургское общество, во главе со своими иерархами, отнеслось с доверием даже к «косноязычному Мите» не потому, что было духовно слепо, а, наоборот, потому, что чрезвычайно чутко отзывалось на всякое явление религиозной жизни, предпочитая ошибиться, приняв грешника за святого, чем наоборот, пройти мимо святого, осудив его.— Николай Жевахов. Воспоминания товарища Обер-Прокурора Святейшего Синода князя Н. Д. Жевахова

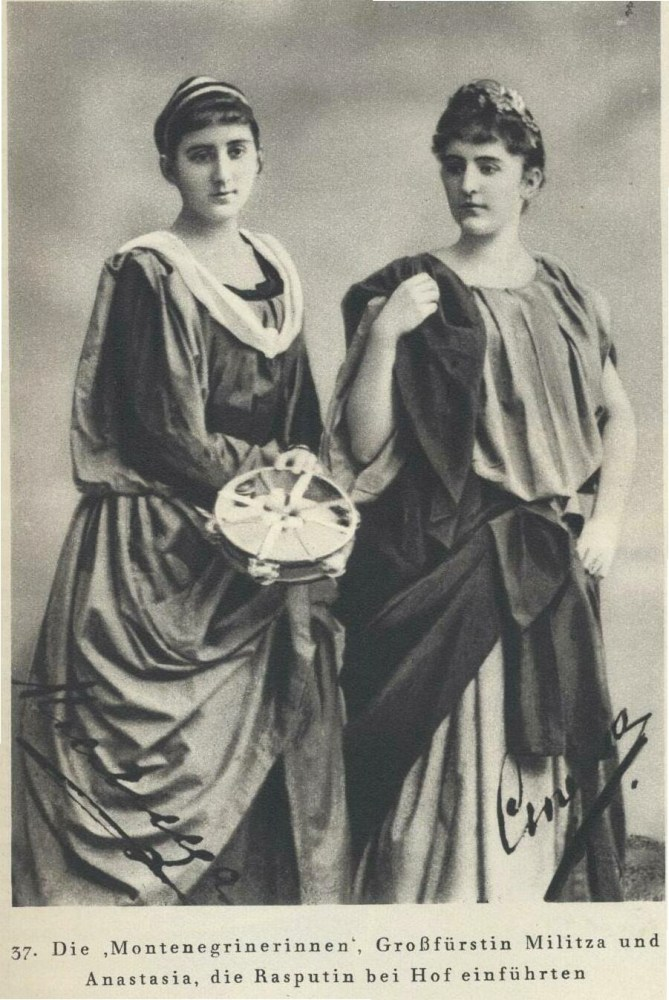
Великие княгини Анастасия и Милица, 1900-е

Лидер Конституционно-демократической партии Павел Милюков связывал появление Мити в окружении императора со сменой взглядов Александры Фёдоровны. По его мнению, именно в начале 1900-х годов она вышла из-под влияния императрицы Марии Фёдоровны, с которой политик связывал некие либеральные настроения, и попала под «славянское» влияние черногорок Анастасии и её сестры Милицы. Это повлекло переход от почитания француза Низье Ансельма Филиппа к интересу к «национальным юродивым». Одним из таких юродивых, наряду с Илиодором и Распутиным он называл Митю Козельского, дав ему уничижительную характеристику «идиотик».
Посол Французской республики в Российской империи Морис Палеолог признавался в своих воспоминаниях времён Первой мировой войны, что никогда Митю Козельского не видел, но подробно расспрашивал о нём некоего господина Э., занимавшего видное место в российском бюрократическом аппарате и имевшего националистические взгляды. Э., хорошо знавший юродивого, характеризовал его так: «он глухой, немой, полуслепой, кривоногий, с кривым позвоночником, с двумя обрубками вместо рук. Его мозг, атрофированный, как и его члены, вмещает лишь небольшое число рудиментарных идей, которые он выражает гортанными звуками, заиканием, ворчанием, мычанием, визжанием и беспорядочной жестикуляцией своих обрубков». Журналист Лев Клячко вспоминал о Мите в изданных в 1926 году мемуарах: «Это был типичный эпилептик, с выпученными, бессмысленными глазами и с характерным постоянным слюнотечением. Говорил он не вполне членораздельно, так что понять его было довольно трудно. При встречах с людьми Митька неизменно лобызался. Чванные бюрократы безропотно переносили это челомкание, оставлявшее на их родовитых ланитах липкую слюну, которую они тут же украдкой брезгливо вытирали».
Во время допросов Чрезвычайной следственной комиссией Пётр Бадмаев дал достаточно благожелательную характеристику Мити Козельского:

Около двух лет я лечил юродивого Митю Козельского от катара лёгких и его жену от катара кишок. Митя Козельский производил на меня впечатление умного и религиозного мужика. Так как он был косноязычен, то понимать его было довольно трудно. Митя Козельский говорил мне о том, что он принят у государя, но о своих беседах с государем он мне ничего не говорил.— Распутин. Последний временщик последнего царя (Материалы Чрезвычайной следственной комиссии Временного правительства о Распутине и разложении самодержавия)

## Митя Козельский в культуре

### В художественной литературе и публицистике советского периода

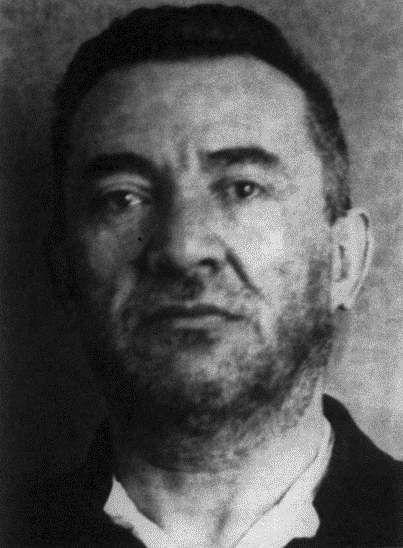
Илья Василевский в 1937 году

В 1923 году российский и советский журналист и фельетонист, писавший под псевдонимом Не-Буква, Илья Василевский издал в Петрограде и Москве в своей серии литературных портретов царей и императоров из династии Романовых публицистический очерк «Николай II». В главе VII одним из действующих лиц является Митя Козельский. Первоначально он и его «антрепренёр» Елпидифор довольствуются предсказаниями простолюдинам в провинции, но после предсказания графине Абамелек-Лазаревой рождения сына их приглашают в Санкт-Петербург. Сначала Митя принят в салоне графини Игнатьевой, а затем князь Оболенский представляет его ко двору. Василевский подробно пересказывает информацию Виктора Обнинского о первой встрече Мити с царской семьёй. Однако, он сообщает об «утомительных привычках» юродивого, не вдаваясь в их описание, и утверждает, что «наибольший прорицательный дар накатывал на него [Митю] после побоев, к которым приучил его Елпидифор». Александра Фёдоровна беременна и пытается в течение четырёх месяцев получить от Мити Козельского во время его эпилептических припадков ответ на вопрос: «Родится мальчик или девочка?». Всё заканчивается преждевременными родами.
Вслед за этими событиями в Мариинском театре изымается из репертуара опера «Сказка о царе Салтане» Николая Римского-Корсакова, а в Нижнем Новгороде был изъят из продажи календарь, на обложке которого была нарисована женщина, несущая в корзине четырёх поросят. В обоих случаях, по утверждению Василевского, был заподозрен намёк на происшествие в Санкт-Петербурге. Митю, «щедро одаренного и отпущенного с миром», на время удаляют от двора, но затем возвращают. Только после новых невразумительных толкований Елпидифора юродивого окончательно отправляют в отставку. Василевский писал в заключение рассказа о юродивом: «Елпидифор был так этим обижен и стал так часто и так сильно поколачивать Митьку, что тот вскоре же и умер».
«Дневник» фрейлины и близкой подруги императрицы Анны Вырубовой сразу после публикации в четырёх номерах исторического альманаха «Минувшие Дни» в декабре 1927 — первой половине 1928 годов вызвал серьёзные сомнения в его подлинности. Значительное число советских историков уже в конце 1920-х годов рассматривали его как подделку. Основание для утверждения, что фрейлина императрицы многие годы вела подобный дневник, фальсификаторами было найдено в протоколе её допроса Чрезвычайной следственной комиссией Временного Правительства 6 [19] мая 1917 года, где упоминается некая тетрадка, предъявленная ей во время пребывания под арестом.
В записи от 10 [23] мая 1910 года рассказывается, что Елпидифор Кананыкин привёз Митю Козельского в Санкт-Петербург. Отчётливо он был способен произнести лишь слова «папа» и «мама». В семье Романовых так начали с тех пор называть Николая II и его супругу. В записи от 23 мая [4] июня 1910 года утверждается, что в дни первого знакомства с императрицей Митя Козельский предсказывал «всякие ужасы». Когда Александра Фёдоровна попросила его помолиться о рождении наследника, то после молитвы юродивый причастил присутствующих: «Причастие он давал изо рта. Тут случилась большая неприятность. Когда он давал из своего рта причастие в. княжне, её стало тошнить, и она его выплюнула, сказав, что оно дурно пахнет. Она вообще очень капризна. Её увели. Но Мама боялась Божьего гнева. После этого у великой княжны появилась сыпь». Начались разговоры о болезни и Митя был отослан. В примечаниях редакции журнала к записи 9 [22] сентября 1911 года описывается, как священник Иван Восторгов утверждал со слов епископа Гермогена, что Митя Козельский пытался оскопить Григория Распутина во время встречи с ним на Ярославском подворье.
Митя Козельский является второстепенным героем романа Валентина Пикуля «Нечистая сила» (полное название — «Нечистая сила. Политический роман о разложении самодержавия, о тёмных силах придворной камарильи и бюрократии, толпившейся возле престола; летопись той поры, которую зовут реакцией между двумя революциями; а также достоверная повесть о жизни и гибели „святого чёрта“ Гришки Распутина, возглавлявшего сатанинскую пляску последних „помазанников Божиих“»), вышедшего в 1979 году в сокращённом варианте (полный был опубликован только в 1989 году). Мите посвящена вся Глава 10 «Звериный рык».
Князь Николай Оболенский докладывает императрице о появлении нового чудотворца, усилиями которого одна из его знакомых помещиц родила долгожданного сына. В раннем детстве Митю на празднике, «развеселясь, мужики ушибли убогого чем-то тяжёлым». С тех пор он стал инвалидом. Лечили его местные знахари канифолью для натирания смычков. Ловкий псаломщик церкви села Гоево Елпидифор Кананыкин стал использовать Митю для собственного обогащения — в его лепете он якобы распознавал предсказания и тайную мудрость. Он возит парализованного Митю на тачке и периодически избивает: «до Петербурга, чтобы Митька не потерял спортивную форму, Кананыкин устраивал ему хорошие тренировки — бац в ухо, бац в другое, пригрел слева, приласкал справа… При этом говорил: „Ты уж меня не подведи… постарайся!“», «чтобы источник в Митьке не иссякал, ежедневно лупил его смертным боем».
В личные апартаменты государыни в Царском Селе Елпидифор ввозит Митю прямо на скрипучей тачке. Пикуль описывает фамильярность юродивого с императорской семьёй, не упоминаемую реальными современниками событий: «Митька причащал царскую чету своеобразно: пожуёт „святые дары“, а жвачку выплевывает в раскрытый рот Николаю II и его супруге», «с детства не приученный посещать клозеты, он… раскладывал кучи по углам». Во время одного из эпилептических припадков Мити у императрицы начинаются преждевременные роды. Юродивого и Елпидифора высылают в Козельск. Дальнейшая судьба Мити Козельского также не соответствует реальной: врачи возвращают ему «слабое подобие человеческого облика». Он живёт сначала в Почаевской лавре, затем в Кронштадте, а потом — в клинике доктора Бадмаева на деньги Александро-Невской лавры, чтобы использоваться в случае необходимости в интересах реакции.
Митя Козельский появляется ещё в двух главах романа. В Главе 11 «И даже бетонные трубы» он проживает в прихожей на квартире Бадмаева, передвигаясь на четвереньках, как собака. Митя кусает вошедшего Распутина за ногу и получает он него тумаки. В главе 11 «Кутерьма с ножницами» заговорщики вручают ему ножницы и поручают оскопление Григория Распутина.

### Русская литература и публицистика в эмиграции
В 1922 году в Праге вышла книга Бориса Алмазова «Распутин и Россия (историческая справка)». Книга написана русским эмигрантом в Вене в 1921 году. Мите Козельскому посвящена XIII глава. Псаломщик из деревни Гоево Егоров, которому поручено ухаживать за 16-летним мальчиком Дмитрием Благовым (!), делает неожиданное открытие: во время припадков эпилепсии мальчик предрекает будущее в бессвязных на первый взгляд звуках. Припадки связаны с наследственностью и сильным испугом в раннем детстве. После нескольких удачных предсказаний крестьяне начинают обращаться к мальчику за помощью. Чтобы вызвать пророческие припадки Егоров начинает избивать блаженного. Граф Николай Игнатьев представляет Дмитрия Блаженного императорской семье в Царском Селе. Четыре месяца императрица присутствует при эпилептических припадках Дмитрия, пытаясь получить ответ на вопрос о рождении наследника. На пятый месяц происходит выкидыш, у мёртвого ребёнка медики определяют мужской пол, что в угоду Александре Фёдоровне истолковывается как влияние блаженного. Дмитрия и Егорова отсылают, вскоре блаженный умирает во время припадка, вызванного очередными побоями толкователя.
Советский писатель, а позже — диссидент, журналист и драматург Андрей Амальрик сделал Митю Козельского второстепенным персонажем своей документальной повести «Распутин». Автор не сумел завершить её, так как погиб в 1980 году в автокатастрофе. Митя стал действующим лицом в нескольких эпизодах повести: общается с императорской семьёй в Царском Селе, участвует в избиении Распутина в апартаментах Гермогена, помогает скрыться от властей своему другу Илиодору.

### В современной российской литературе и публицистике
Российский писатель и публицист Александр Стрижёв в очерке жизни и творчества Сергея Нилуса упоминал картину, написанную иконописцем, выпускником Императорской академии художеств Дмитрием Болотовым незадолго до смерти в 1907 году. Болотов к этому времени принял постриг в Оптиной Пустыни под именем монаха Даниила. Картину он отослал императору Николаю II. Стрижёв описывал сюжет полотна: «На огромном холсте изображены Император, Императрица и Наследник, восхищенные на Небеса. Сквозь облака, по которым Они ступают, мчатся рои бесов, рвущиеся в ярости к Цесаревичу. Но сатанинский порыв сдерживает Митя Козельский, отстраняющий от Наследника вражеские полчища». По утверждению Стрижёва, именно эта картина и покровительство супругов Нилусов юродивому вызвали интерес к нему в Санкт-Петербурге и приглашение ко двору. Он не приводил источник происхождения этой информации.
Советский и российский писатель, драматург, сценарист и телеведущий Эдуард Радзинский неоднократно упоминает Митю Козельского в своей книге «Распутин. Жизнь и смерть»: описывает его внешность и приводит ложное утверждение Анны Вырубовой о том, что Митя никогда не встречался с императорской семьёй, предсказание им исхода русско-японской войны, предсказание патриаршества Гермогена, участие во встрече духовенства с Распутиным 16 декабря. Он упоминает источники, которые послужили для реконструкции событий, разместил список использованной литературы в конце своей книги, но никогда не даёт сноски на использованные источники, принятые в научных изданиях. Это не позволяет проверить достоверность информации, воспроизведённой в книге. Так, Радзинский пишет: «Митя был человеком особенным. „Влияние его на народные массы огромно… он раздаёт бедным деньги, которые получает от почитателей. Распространён слух, что он обладает даром предвидения и ясновидения“, — отмечено в делах департамента полиции». Сноска, однако, на конкретный источник утверждения отсутствует.
Писатель и публицист Александр Бушков выводит Митю Козельского в главе «Человек и миф» своей книги «Распутин. Выстрелы из прошлого». Пензенский губернатор граф Игнатьев (на самом деле эту должность занимал Александр Адлерберг) рассказывает царю о пребывании в губернии «крестьянского паренька» Мити Блаженного, одарённого пророческим даром. Четыре месяца императрица присутствует во время припадков юродивого и ожидает пророчества. Во время одного из припадков у неё случается обморок, а затем выкидыш. Юродивого и толкователя изгоняют, хотя толкователь «упирался и кричал, что главные откровения ещё впереди».

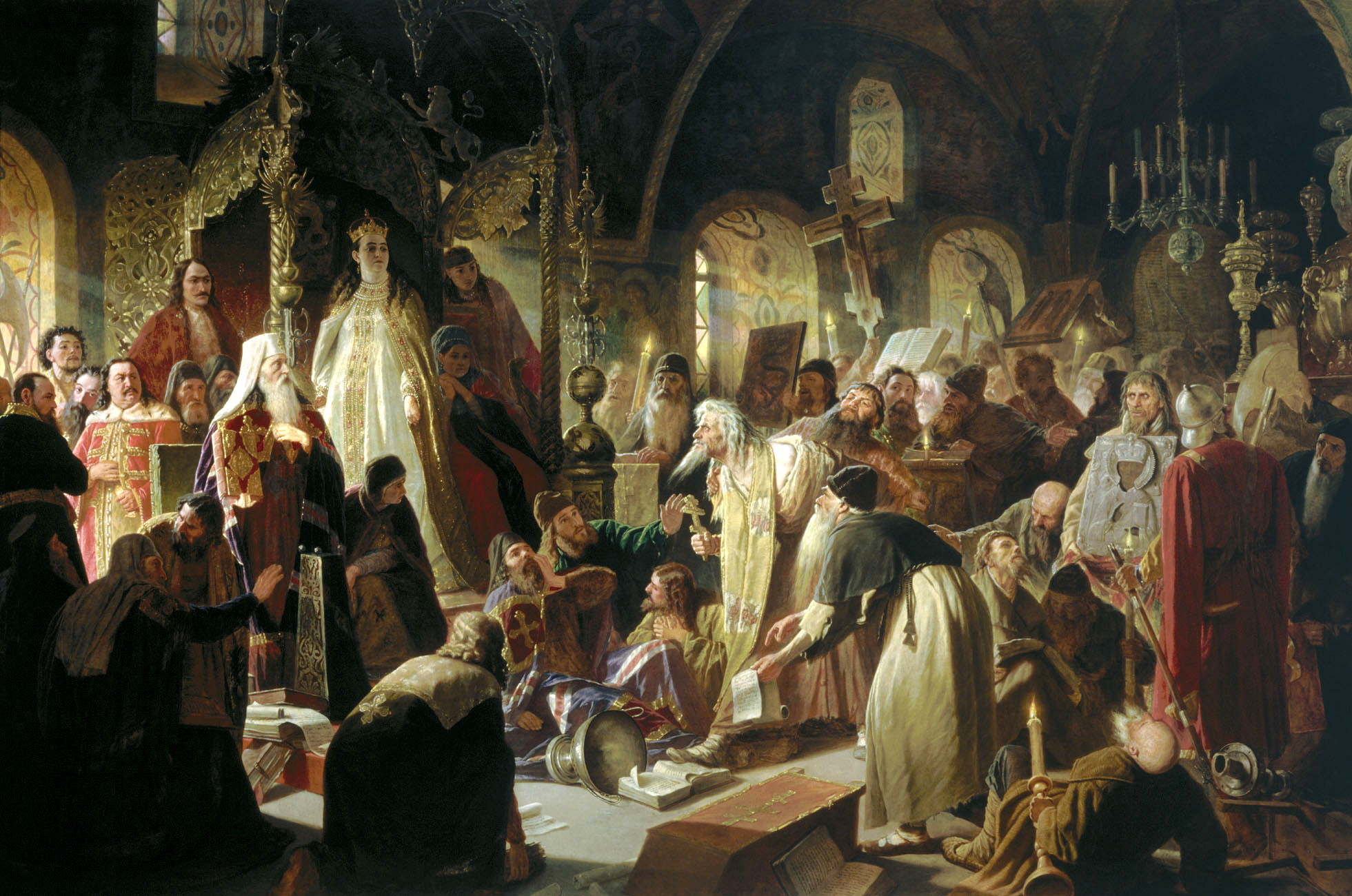
Василий Перов. Никита Пустосвят. Спор о вере, 1880—1881

Петербургский краевед и писатель Андрей Гусаров выводит Митю Козельского в нескольких главах книги «Григорий Распутин. Жизнь старца и гибель империи». Архимандрит Феофан показывает Мите фотографию Распутина, юродивый разрывает снимок и называет его развратным душегубом, врагом церкви и антихристом. Входит сам Распутин, Митя Козельский снова обличает его, но архимандрит отказывается ему верить. Другой эпизод — сцена обличения 6 декабря 1911 года. Илиодор набрасывается на Распутина и начинает его душить, Митя приходит ему на помощь и оттаскивает иеромонаха. Последняя сцена — эпизод на вокзале, где юродивый уговаривает епископа Гермогена подчиниться решению государя.
В романе украинского художника, искусствоведа (кандидат архитектуры) и писателя Александра Павлова «Снег на болоте» Митя появляется в сопровождении двух женщин: одна — озлобленная и уродливая, другая — «ещё молодая, бойкая и разбитная». Именно она в романе выступает толкователем неясных предсказаний юродивого. «Такие люди не дадут погибнуть святой Руси», — делает вывод один из героев романа. Автор сравнивает Митю Козельского с суздальским священником Никитой Пустосвятом на картине Василия Перова «Спор о вере» (Государственная Третьяковская галерея, инв. 407, размер — 336,5 × 512 см). Он так описывает внешность юродивого:

Только глаза не слезливые и бесовские, как бы кротко-глумливые, а грустные и серовато-зеленящие. Светлый огонёк беспредметной доброты, благожелательства и ласки светился в них лампадкой отшельника. Одет он был в чёрную поддёвку из добротного сукна, чистую чесучовую сорочку, высокие новые сапоги… руки — нескладные, несоразмерной длины, а пальцы правой руки сведены судорогой в виде двуперстия, как у боярыни Морозовой.— Александр Павлов. Снег на болоте

### В кинематографе
Юродивый является второстепенным персонажем в фильме Элема Климова «Агония» (1974). Его роль исполняет киноактёр Г. Столяров. Единственный эпизод с участием Мити Козельского в фильме — сцена в покоях епископа Гермогена. В восьмисерийном телесериале «Григорий Р.», снятом режиссёром Андреем Малюковым в 2014 году, роль Мити Козельского сыграл фронтмен группы «АукцЫон» Олег Гаркуша. Единственный эпизод с его участием — сцена, в которой невразумительные звуки и движения юродивого в окружении императорской семьи и придворных Елпидифор Кананыкин толкует как требование удалить Григория Распутина от двора.